# Districte d'Ellichpur
El districte d'Ellichpur fou un antic districte britànic del centre de l'Índia a la província de Berar. Va existir entre 1867 i 1905. Avui és la part occidental del districte d'Amravati a Maharashtra. La capital era Ellichpur (Achalpur).
El 1853, Berar va ser cedit als britànics en administració (fins al 1903 es va mantenir la sobirania nominal del nizam, vegeu Províncies Cedides i Conquerides) i va formar del districte d'East Berar amb capital a Amravati tot i que fins aleshores la capital tradicional del Berar era Ellichpur. El 1867 es va crear el districte d'Ellichpur (talukes de Ellichpur, Daryapur, Melghat i Morsi, separades del districte d'East Berar; morsi fou retornada al districte d'Amravati abans East Berar, al cap de poc temps) fins al 1905 quan fou incorporada al districte d'Amravati o Amraoti. El districte tenia una superfície de 6747 km², i 794 pobles amb una població de:
- 1867: 278.629 habitants
- 1881: 313.412
- 1891: 315.616
- 1901: 297.403 (descens degut a la fam de 1899-1900).

Administrativament el formaven tres talukes: 
Ellichpur 
Daryapur 
Melghat (capital Chikalda)
La taluka d'Ellichpur tenia una superfície de 1215 km² amb una població el 1901 de 146.035 habitants repartits en 214 pobles i cinc ciutats (Ellichpur amb 26.082 habitants; Paratwada amb 10.410, Karasgaon amb 7.456, Sirasgaon amb 6.537 i Chandur Bazar amb 5.208).
El 1903 la província de Berar fou declarada formalment territori britànic i unida a les Províncies Centrals per formar les Províncies Centrals i Berar (després de 1947 Madhya Bharat). L'agost de 1905 el districte d'Ellichpur fou unit al districte d'Amravati i va formar la subdivisió d'Ellichpur. El 1956 el districte d'Amravati va ser transferit a l'estat de Bombai el qual va agafar el nom de Maharashtra el 1960.

## Llocs interessants
- Fort de Gawilgarh amb la seva gran mesquita (del 1425), la seva porta del sud-oest o Pir Fath (de 1488) i el bastió de Bahram (de 1577)
- Santuari a Ellichpur suposada tomba del ghazi Shah Abdur Rahman, probablement la tomba d'un general de Firoz Dhah Bahmani mort a Kherla el 1400.
- Barkul, antic edifici a Ellichpur del temps dels khalji (vers 1300)